# Svarttjärnen (Aspås socken, Jämtland)
Svarttjärnen är en sjö i Krokoms kommun i Jämtland och ingår i Indalsälvens huvudavrinningsområde.